# Afzelia rhomboidea
Afzelia rhomboidea es una especie de leguminosa perteneciente a la familia Fabaceae. Se encuentra en Indonesia, Malasia, y posiblemente en las Filipinas.
Está considera en peligro de extinción por la pérdida de hábitat.

## Descripción
Una especie de crecimiento lento que se encuentra dispersa en colinas bajas y cordilleras y en sitios temporalmente inundados.

## Usos
La madera se considera muy valiosa a nivel local y, en el pasado, la explotación ha sido considerable en las Filipinas. 

## Taxonomía
Afzelia rhomboidea fue descrita por  (Blanco) S.Vidal y publicado en Phanerog. Cuming. Philipp. 26, 110. 1885.
Sinonimia
- Afzelia acuminata (Merr.) Harms
- Afzelia borneensis Harms
- Eperua rhomboidea Blanco
- Intsia acuminata Merr.
- Pahudia acuminata Merr.
- Pahudia borneensis (Harms) Merr.
- Pahudia rhomboidea (Blanco) Prain[3]